# Wilhelm Langschmidt

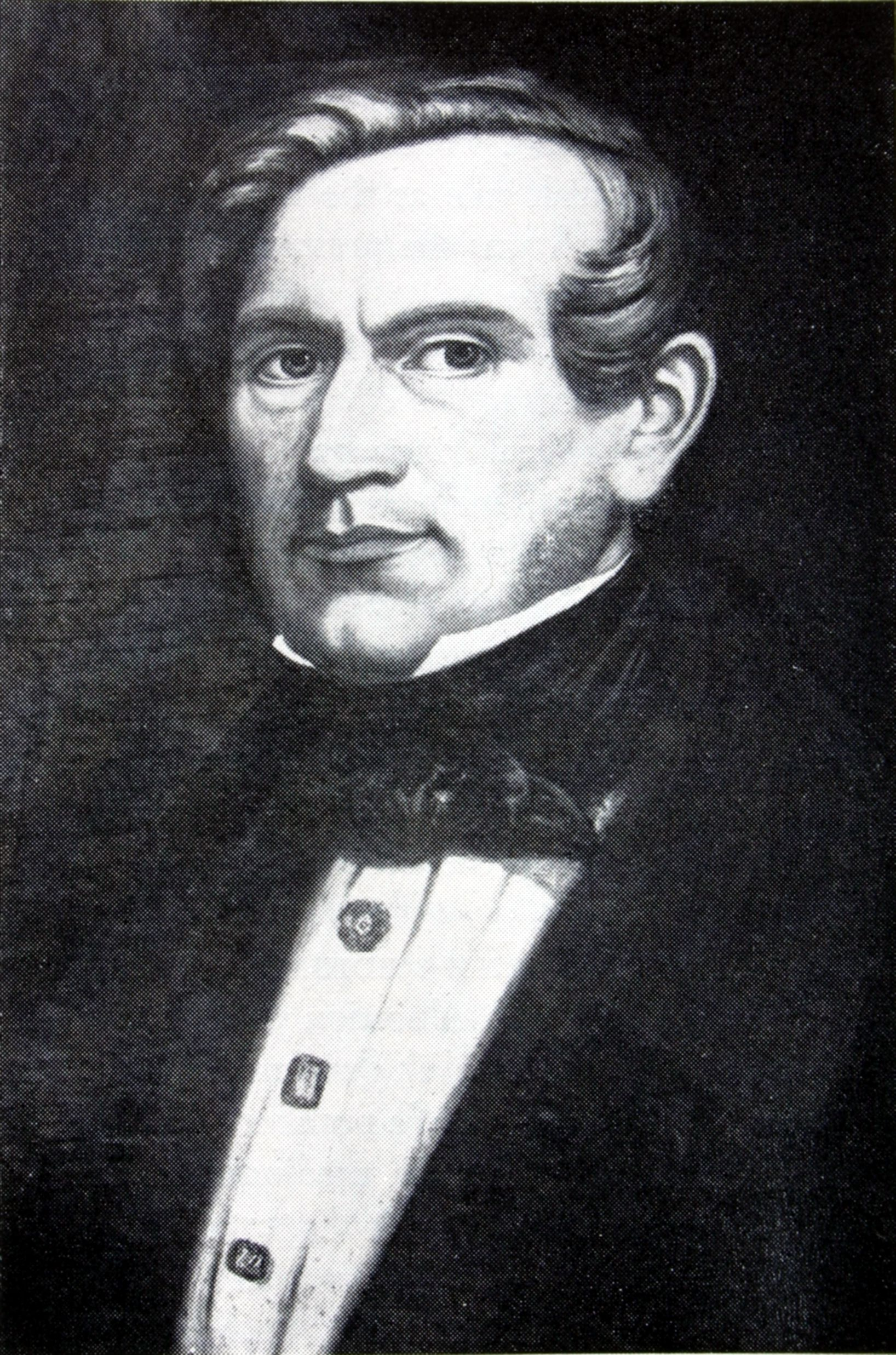
Wilhelm Langschmidt (Selbstporträt, ca. 1850)

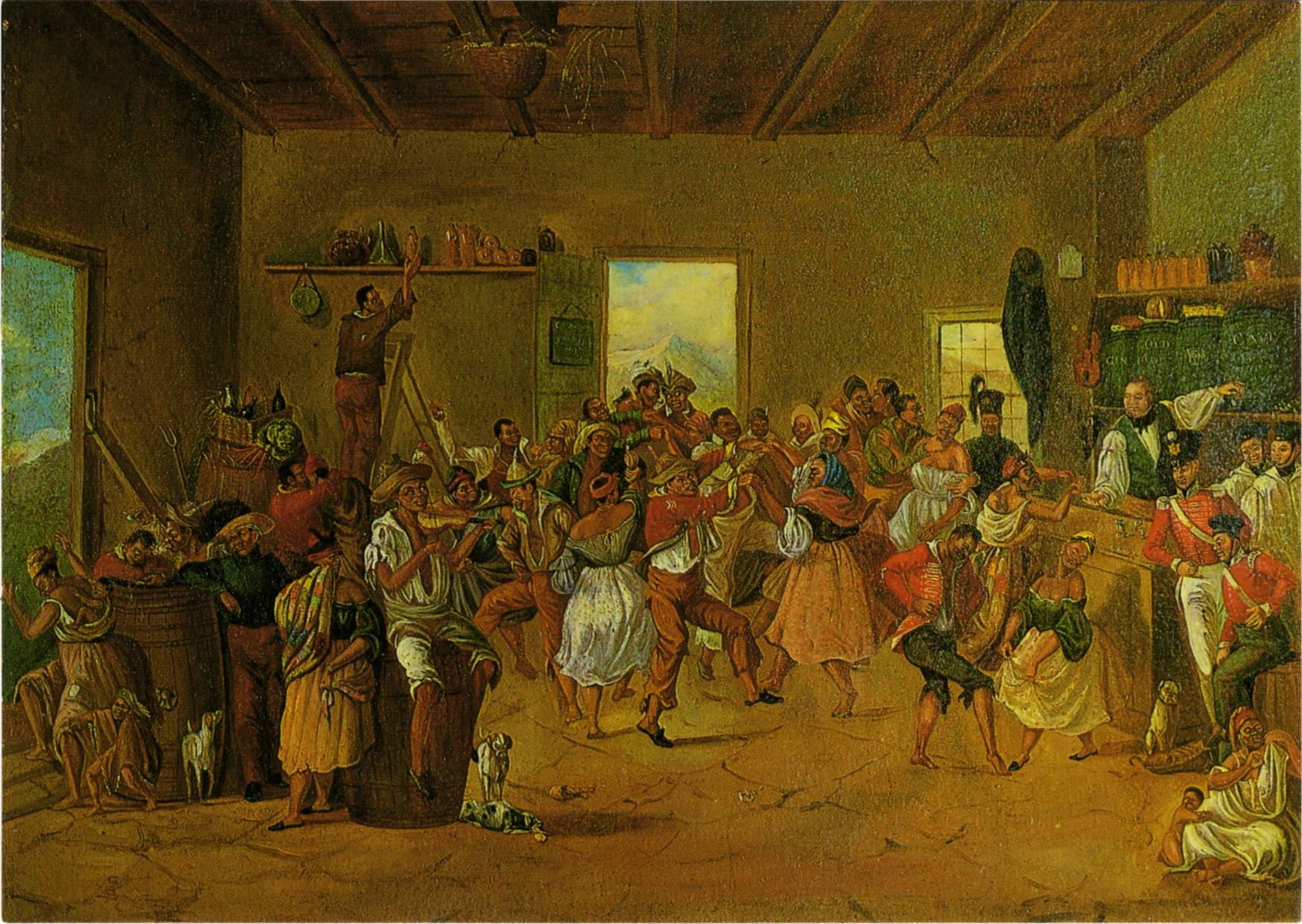
W.H.F.L. Langschmidt, Herbergsszene in den Grenzkriegen (ca. 1850)

Wilhelm Heinrich Franz Ludwig Langschmidt, auch Willem Langschmidt, (* 10. Januar 1805 in Grabow; † 5. Oktober 1866 in Caledon (Südafrika)) war ein deutsch-südafrikanischer Maler. Er gründete die südafrikanische Stadt Grabouw.

## Leben
Langschmidt wuchs in der mecklenburgischen Stadt Grabow in einer wohlhabenden Kaufmannsfamilie auf. In Lübeck erlernte er ebenfalls den Kaufmannsberuf, ohne jedoch großes Interesse an einer Tätigkeit auf diesem Gebiet zu haben. Seine Leidenschaft galt der Malerei. 1826 wandte er sich mit der Bitte um „Unterstützung zur Erlernung der Malkunst“ an den mecklenburgischen Großherzog Friedrich Franz. Das Gesuch wurde, wie auch eine Reihe von späteren Versuchen, Maler zu werden oder eine Anstellung als Zeichenlehrer in Ludwigslust zu bekommen, abgelehnt. In dieser Situation entschied sich Langschmidt, im Jahre 1839 nach Südafrika auszuwandern. Vor seiner Abreise heiratete er die 18 Jahre jüngere Dorothea Ahrens aus Ludwigslust.
In Kapstadt arbeitete er zunächst als Porträtmaler. Bekannt geworden sind seine Ölbilder mit Landschaften aus dem Gebiet um Kapstadt. Einige seiner Bilder sind in der Wiliam-Fehr-Collection in Kapstadt ausgestellt.
1856 übernahm Langschmidt die Farm Grietjesgat östlich von Kapstadt. Um das Anwesen entstand eine Siedlung, die er in Anlehnung an den Namen seiner Heimatstadt Grabouw nannte, welche sich später zu einer kleinen Stadt entwickelte.
Langschmidt hatte mindestens 18 Kinder, einige Quellen gehen auch von 23 Kindern aus.